# Grüttpark-Stadion
Das Grüttpark-Stadion ist ein in den Jahren 1964 bis 1966 erbautes Fußball- und Leichtathletikstadion in Lörrach. Es befindet sich in der Nordstadt am nordwestlichen Rand des Grüttparks. Neben der Nutzung der Leichtathletik- und Fußballvereine ist das Stadion auch Austragungsort der Bundesjugendspiele für die teilnehmenden Schulen vor Ort.

## Geschichte

### Vorgeschichte
Die Geschichte des Grüttpark-Stadions ist eng mit der des TSV Rot-Weiss Lörrach (RWL) verbunden. Mit der Gründung des Vereins am 21. Mai 1946 nach anfänglichem Widerstand durch die französische Besatzungsmacht benötigte der Verein einen Sportplatz. Dafür stellte der Verein am 22. Juni 1946 an die Stadt den Antrag, den vorhandenen Sportplatz an der Haagener Straße – auch Städtisches Stadion genannt – in der Nordstadt zurückzugeben und instand zu setzen. Auf dem Gelände des ehemaligen Stadions in der Haagener Straße wurde Anfang der 1990er Jahre die Wohnanlage Stadion erbaut, welche die Form des alten Stadions aufgreift.
Im Sommer 1951 erhielt der Verein das Stadion zur Verfügung gestellt. Bis dahin trainierte man auf einem provisorischen Platz an der Brombacher Straße, der auch eine 312 Meter lange Laufbahn hatte. Zu Beginn nutzte auch das französische Militär die Sportstätte als Lagerplatz. Die Stadtverwaltung teilte am 13. September 1962 mit, dass der Verein einen sechs Meter breiten Streifen für den Straßenbau abgeben müsse. Da eine Verschiebung des Platzes nicht praktikabel war, musste über einen Neubau nachgedacht werden.
Bereits in den 1960er Jahren wurde im Grütt ein Freizeit- und Erholungszentrum gebaut. Der Tennisclub errichtete 1961 neue Plätze, ein Clubhaus und weitere Anlagen. Ein Jahr später stellte auch die Schützengesellschaft Lörrach ihr Vereinshaus im Grütt fertig.

### Bau
Auf Initiative des damaligen Vorsitzenden Fritz Gisy wurde ein Planstudie erstellt, in der ein Umzug des Stadions an den Grüttpark angeregt wurde. Nach Vorgesprächen mit dem damaligen Oberbürgermeister Egon Hugenschmidt konnten erste Verkaufsgespräche wegen des Platzes an der Brombacher Straße geführt werden. Im Januar 1964 erörterte der Gesamtvorstand, wie der Grundstückserwerb für den geplanten Stadionbau zu erfolgen hatte. Am 21. August desselben Jahres stimmte in einer außerordentlichen Mitgliederversammlung die Mehrheit für den Neubau am Grütt, so dass bereits am 30. September 1964 der Spatenstich erfolgen konnte. Am 27. August 1965 begann man mit der Errichtung der Hochbauten und am 24. Juni 1966 beging man die Aufrichtungsfeier. Stadionarchitekt war Günther Preschany aus Efringen-Kirchen. Am 5. November 1966 wurde das Stadion unter dem Namen Rot-Weiß-Stadion eingeweiht.

### Seit Eröffnung

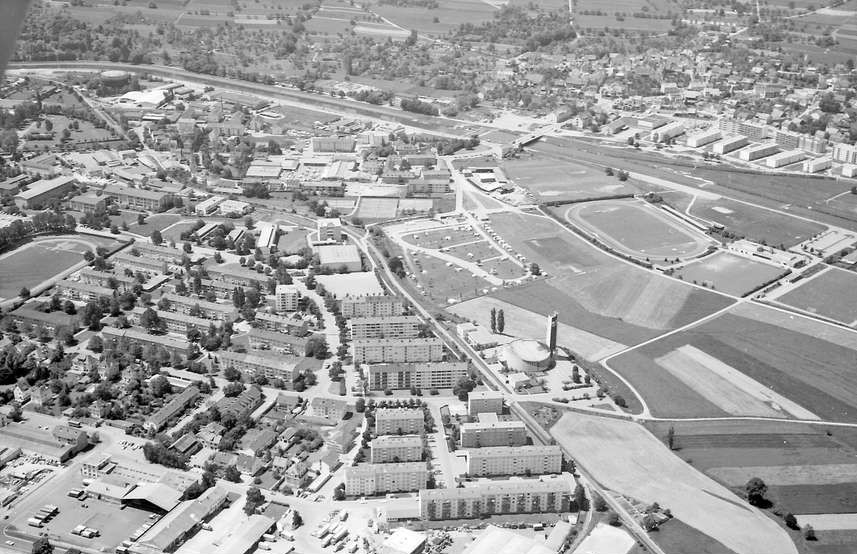
Luftbild 1972: Grüttpark-Stadion (rechts) und links im Bild (abgeschnitten) das alte Stadion in der Haagener Straße

Aufgrund der Erfolge des FV Lörrach in den 1960er und 1970er Jahren spielte der Verein in der Ersten Amateurliga Südbadens, was damals die dritthöchste Spielklasse war. In dieser Phase kam es am 7. September 1974 zu einem DFB-Pokalspiel, bei dem der FV Lörrach gegen den ASV Landau im Grüttpark-Stadion mit 1:2 unterlag.
Da Mitte der 1980er Jahre die finanzielle Belastung durch das eigene Stadion der Verein nicht mehr stemmen konnte und der Bau zusätzlich sanierungsbedürftig war, verkaufte der RWL das Bauwerk an die Stadt, die den Namen in Grüttpark-Stadion änderte.
Seite 1997 wird im Grüttpark durch den TuS Lörrach-Stetten der „Grüttlauf“ veranstaltet. Die Laufveranstaltung bietet einen 800 Meter lange Kurs für Kleinkinder an sowie einen zehn und fünf Kilometer langen Hauptlauf. Start und Ziel ist jeweils das Grüttpark-Stadion. An der Veranstaltung nahmen 2019 rund 500 Läufer teil.

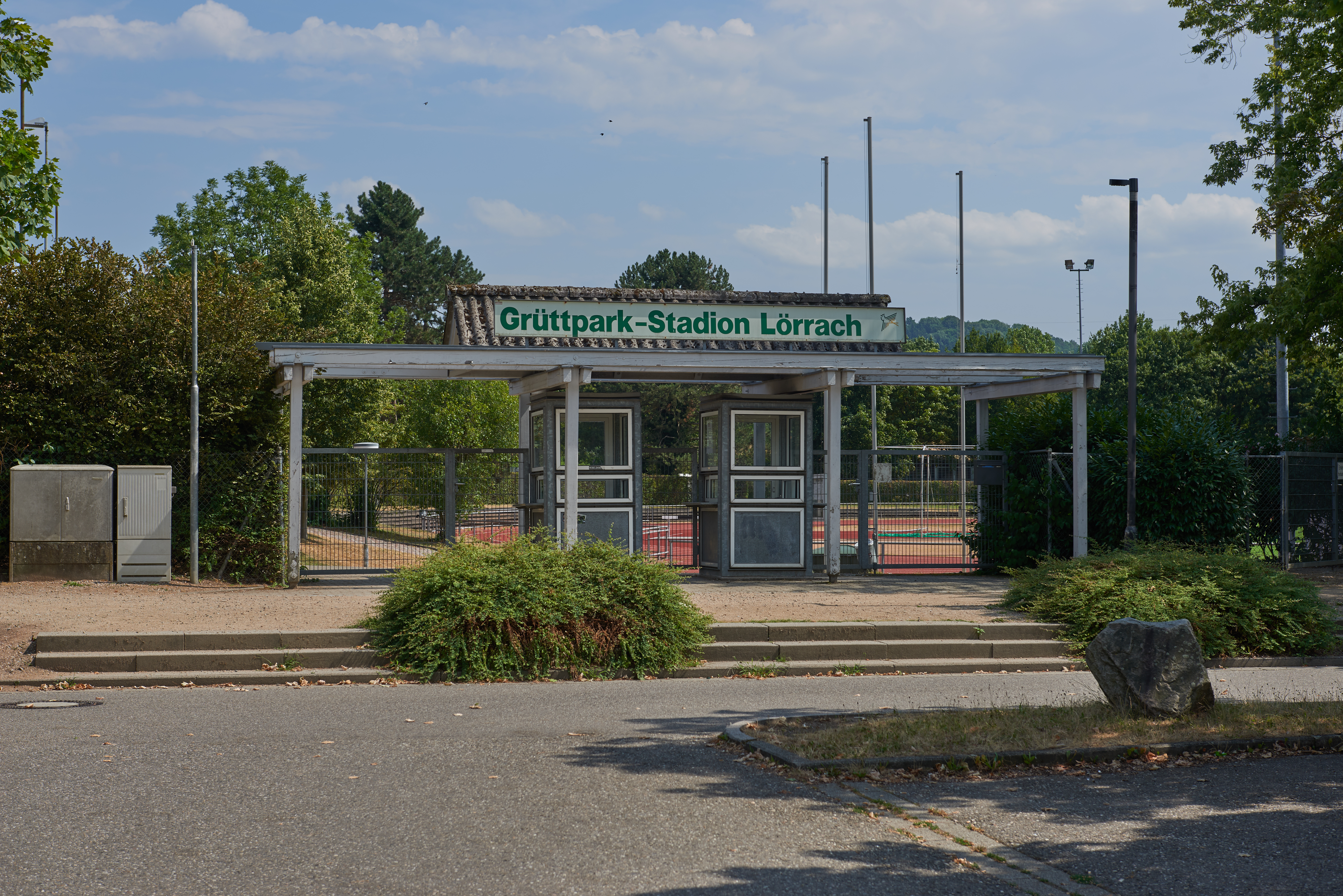
Stadion Haupteingang

Zur Hundertjahrfeier des FV Lörrach, dem Ottmar Hitzfeld in seinen frühen Jahren der Karriere angehörte, spielte am 12. Juli 2002 im Lörracher Grüttpark-Stadion der FC Bayern München gegen den Lörracher Fußballverein und gewann mit 9:1. Dieses Spiel kam aufgrund der Kontakte vom damaligen Bayern-Trainer Hitzfeld zustande und war sein Dankeschön an den Fußballverein seiner Jugendtage. Zuvor hatte er auch Borussia Dortmund, die er in den 1990er Jahren trainiert hatte, zu einem Freundschaftsspiel nach Lörrach eingeladen.
Seit der Fusion der Vereine FV Lörrach und FV Brombach zum FV Lörrach-Brombach ist der zum Grüttpark-Stadion benachbarte Platz 2 die Heimspielstätte des neu gegründeten Fußballvereins.
Von Juni bis September 2013 wurde das Grüttpark-Stadion für 800.000 Euro saniert.

## Stadion-Beschreibung

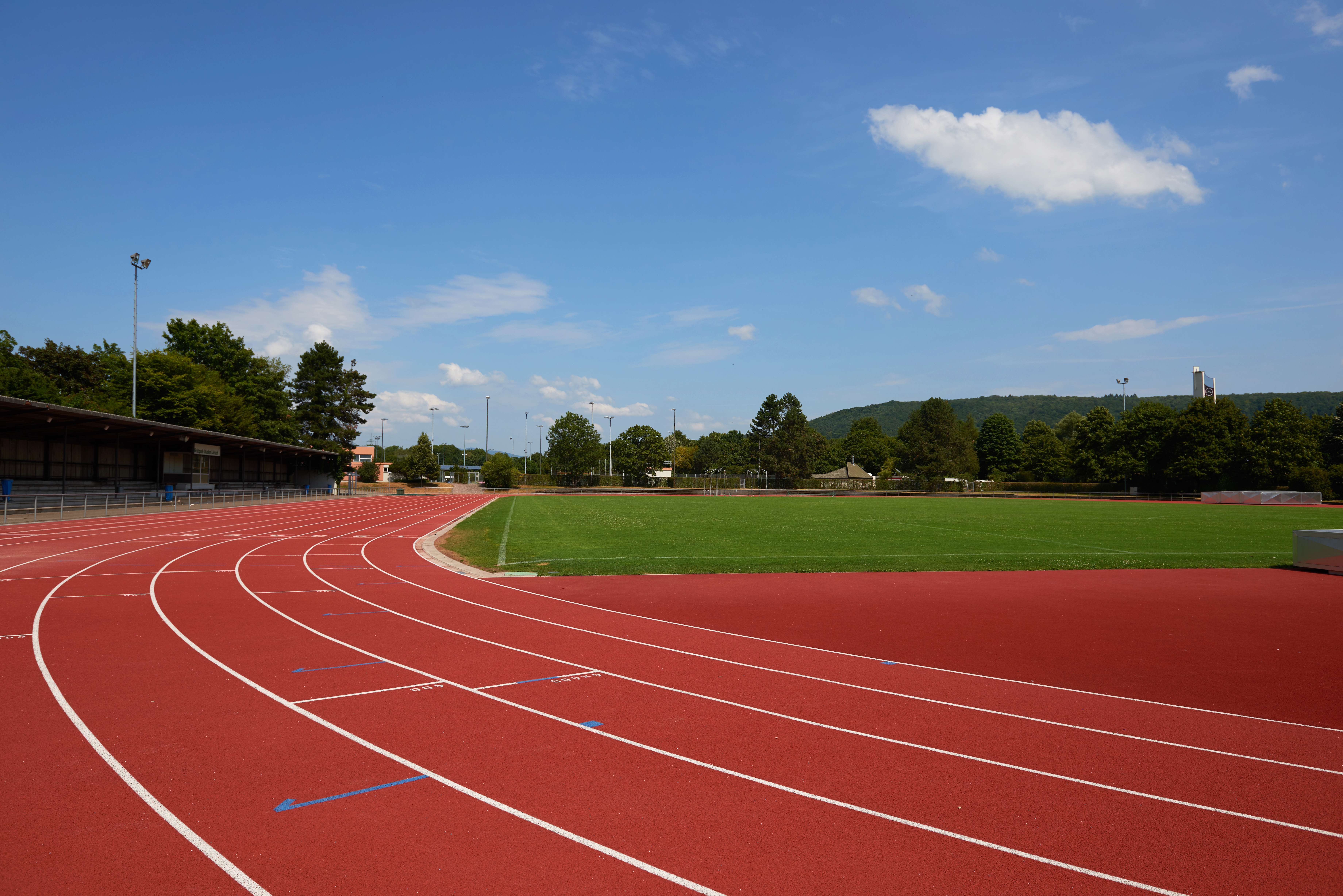
Laufbahn und Fußballfeld

Die Fußball-Spielfeldfläche beträgt 108 × 68 Meter und besteht aus Naturrasen. Um das Fußballfeld gruppieren sich diverse Leichtathletikanlagen. Die sechs Laufbahnen aus Gießbelag umlaufen ovalförmig das Hauptfeld. Darüber hinaus verfügt das Stadion über eine Weit-, Hoch-, Stabhochsprung- und Diskusanlage. Das Stadion ist über einen zentralen Eingangs- und Kassenbereich im Norden erreichbar, wo sich auch die überdachte, aber nicht geschlossene, etwa 80 Meter breite Zuschauertribüne befindet. Mittig im Tribünenbereich steht eine teilverglaste Sprecherkabine. Das Fassungsvermögen des Stadions wird mit 5000 angegeben. Die gesamte Sportanlage einschließlich ihrer Leichtathletikanlagen misst 172,5 × 104 Meter.

## Umgebung

### Sportstätten
Das Stadion befindet sich am Nordrand des Grüttparks in unmittelbarer Nähe zur Bundesstraße 317. Die Anlage und die davor befindlichen Parkplätze sind über eine Stichstraße erreichbar. In unmittelbarer Nachbarschaft zum Stadion befinden sich die Vereinsheime der SG Lörrach, des FV Turmringen, des Tennisclubs Lörrach sowie des TSV Rot-Weiss Lörrach und des FV Lörrach-Brombach. Nordwestlich vom Grüttpark-Stadion befinden sich mehrere Tennisplätze, eine Vereins-Schießanlage. Am Parkplatz ist eine öffentliche Inline-Skater- und Streetball-Anlage. 
Fünf weitere Fußballfelder – teils als Rasen-, teils als Kunstrasenplatz umgesetzt – befinden sich in nordöstlicher Nachbarschaft zum Hauptstadion. Unter anderem auf dem angrenzenden Kunstrasenplatz im Grütt findet jährlich ein internationaler Juniorenteam-Wettbewerb statt. Die Ursprünge dieses Turniers gehen auf das Jahr 1972 zurück. Am 9. und 10. Februar 2020 konnte die U10-Mannschaft des FC Barcelona das Turnier für sich entscheiden.

### Sonstiges
Am Nordrand des Stadions erinnert ein Denkmal (Lage) an den ehemaligen Flugplatz Lörrach aus den 1920er Jahren, der sich auf dem Gelände der heutigen Sportstätten befand. Ein regelmäßiger Post- und Passagierflugbetrieb bestand nur wenige Monate. Danach wurde der Flugplatz nur sporadisch verwendet und verwaiste zusehends, bis er Mitte der 1950er Jahre abgetragen wurde. Südlich vom Stadion befindet sich der Campingplatz Drei-Länder-Camp.